# Житлово-експлуатаційна контора
Житлово-експлуатаційна контора (ЖЕК) — комунальна госпрозрахункова організація, що має свій розрахунковий рахунок у відділенні банку і статутний фонд у розмірах, визначених виконкомом місцевої міської чи районної Ради, користується правами юридичної особи. 
Основні завдання ЖЕК: зберігання закріпленого за нею житлового фонду і забезпечення безперебійної роботи інженерного устаткування житлових будинків, своєчасне проведення поточного ремонту, утримання домоволодінь у належному технічному і санітарному стані, забезпечення дбайливого ставлення мешканців до своїх квартир тощо. Очолює ЖЕК начальник, якого призначає міський голова або голова районної ради. Вищестоящим органом, що йому підпорядкована ЖЕК, є житлове управління. Робота ЖЕК проводиться в тісному контакті з домовими комітетами, будівельними кооперативами та ОСББ.
У СРСР ЖЕК був первинною ланкою в загальній структурі управління житловим господарством.

## В фільмах
Слідство ведуть ЗнаТоКі. Без ножа і кастета